# Jean Hiriart-Urruty
Pour les articles homonymes, voir Hiriart-Urruty, Hiriart et Urruty.
Jean Hiriart-Urruty, aussi connu sous le pseudonyme « Manex », né le 30 janvier 1859 et mort le 4 novembre 1915 à Hasparren, est un prêtre, professeur et journaliste basque français.
Jean Hiriart-Urruty, par son travail, a jeté les bases du journalisme en langue basque. Il est par conséquent un précurseur et un modèle pour les auteurs des générations futures (Oxobi, Zerbitzari, Jean Etxepare ,Larreko" , etc) et comme le décrit Koldo Mitxelena « un maître de la prose ».

## Biographie
Formé à l'école des Frères, à Larressore et Bayonne, Jean Hiriart-Urruty est ordonné prêtre en 1881. Un an plus tôt, il commença à travailler en tant que professeur au séminaire de Larressore, avec le directeur du centre Arnaud d'Abbadie, le frère d'Antoine. Il y travaille près de trente ans et y enseigne les langues classiques (latin et grec) et modernes (français et allemand). Il est également préoccupé pour l'avenir de la langue basque, et participe aux conférences sur l'unification de l'euskara qui ont lieu en 1901 et 1902, respectivement à Fontarrabie et Hendaye.
Pour comprendre les écrits de Jean Hiriart-Urruty, il est essentiel de tenir compte des débats qui ont surgi sur la religion à la fin du XIXe et au début du XXe siècle. C'est un moment difficile pour l’Église, car les autorités de l’État n'arrêtent pas de fixer des limites, des ordres et des restrictions qui entravent le travail quotidien des hommes d'église.
En 1886, il crée la revue bilingue Le Réveil Basque à Bayonne, une maison d'édition religieuse et contraire à l'institution ecclésiastique. Précisément, voulant contrecarrer ce projet, Louis Etcheverry crée un nouveau hebdomadaire : Eskualduna. La publication remplit amplement sa mission, et Le Réveil Basque disparait peu de temps après.

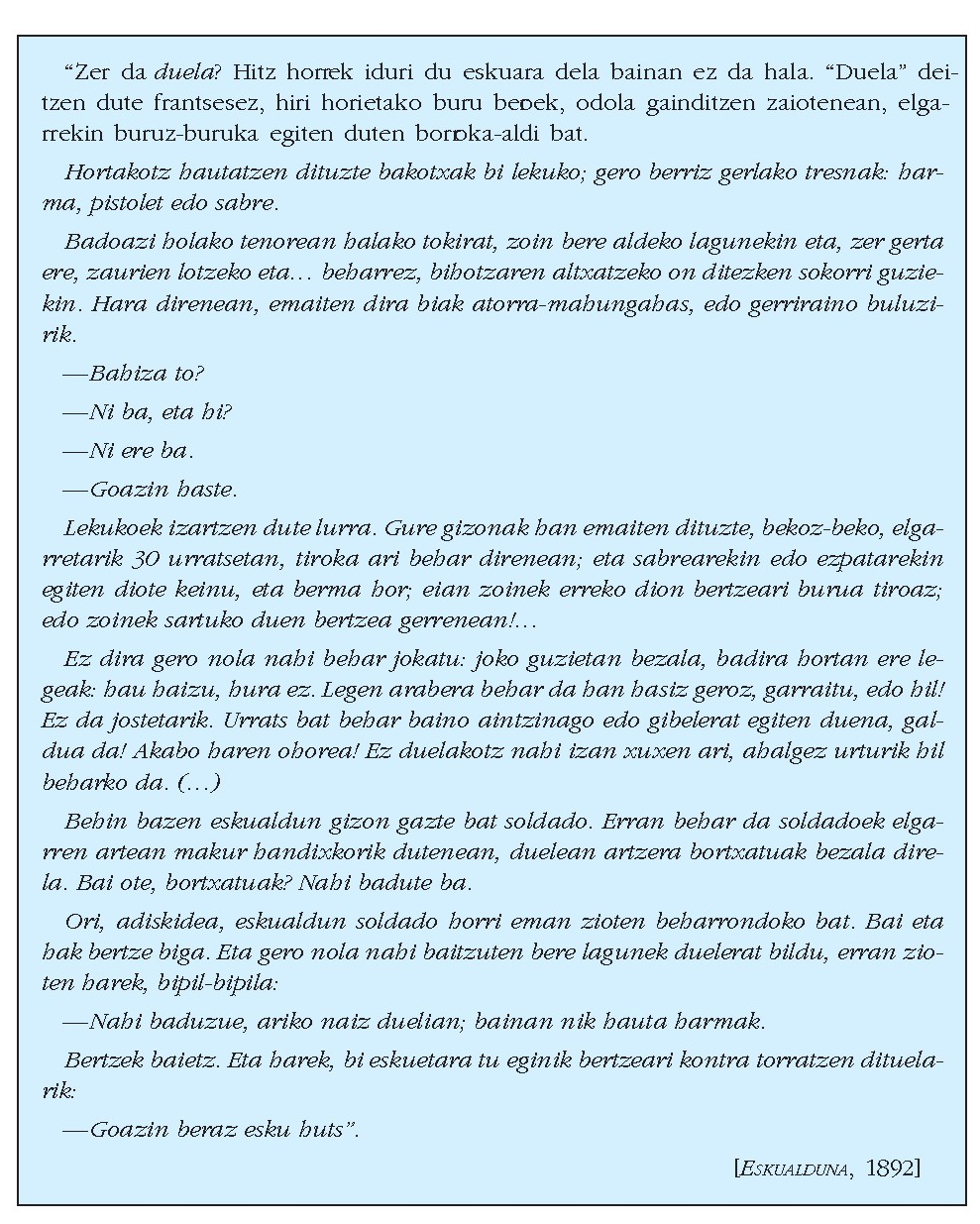
Texte rédigé par Jean Hiriart-Urruty dans la revue Eskualduna

Parlant d'Eskualduna, la référence à Jean Hiriart-Urruty est essentielle, car qui plus est, il en dirige la publication, et sera chargé d'écrire le premier article de chaque numéro pendant environ vingt-cinq ans. Eskualduna a commencé à publier tous les quinze jours mais compte tenu de son succès, la revue devient hebdomadaire.
Le hazpandarra publie rien de plus que des articles de journaux. En 1944, Piarres Lafitte (directeur de Herria, revue héritière d'Eskualduna) prépare la première compilation d'articles de Hiriart-Urruty, paru sous le titre Zer eta zer. En 1971, Jean Hiriart Urruty publie Mintzaira, aurpegia: Gizon!, et un an plus tard, il publie Zezenak errepublikan. Les deux livres ont été publiés dans Jakin.
Vingt ans plus tard, Iñaki Camino prépara une nouvelle anthologie de ses textes publiée sous le titre Gontzetarik jalgiaraziak.
La collection la plus complète à ce jour est celle de Xabier Altzibar: Ni kazeta-egilea naiz. Artikulu, berri, istorio publiée par Ikastegia Labayru en 2004. Après une introduction d'environ 100 pages, Altzibar y compile les articles d'opinion, des rapports, des textes informatifs sur la société, la langue basque et la basquitude, des critiques de livres, etc. Par son travail, Hiriart-Urruty a jeté les bases du journalisme en langue basque. Il mélangera et s’inspirera des modèles étrangers (Venillot, Sainte-Beuve, La Bruyère et Bossuet, par exemple) et de la tradition basque (il admirait profondément le travail réalisé par Jean-Pierre Duvoisin dans Laborantzarako liburua et les auteurs tels que Axular, Oihenart, Ithurry, Elizanburu ou Diharassarri).
En 1907, à la mort de Gratien Adema dit "Zaldubi", Jean Hiriart-Urruty est nommé chanoine de la cathédrale de Bayonne. Il meurt huit ans plus tard, en 1915, dans sa ville natale.

## Articles
- Mintzaira, aurpegia: gizon! (1971, Jakin)
- Zezenak Errepublikan (1972, Jakin)